# Angelspit
Angelspit is een Australische band.

## Geschiedenis
Angelspit werd in 2004 door DestroyX (Amelia Tan) en ZooG (Karl Learmont) opgericht, die elkaar online leerden kennen. Nog datzelfde jaar kwam de ep Nurse Grenade uit. Deze bevatte naast zeven eigen nummers ook drie remixes van nummers van andere bands. In 2006 verscheen het eerste studioalbum, Krankhaus. Vena Cava was de eerste single. Hiervan werd ook een muziekvideo gemaakt.Een jaar later gaf Angelspit een remix cd uit met de naam Surgically Atoned, met remixen van bands als Combichrist en The Tenth Stage. Deze cd was alleen via enkele internetshops verkrijgbaar. 11 juni 2008 verscheen het tweede studioalbum Blood Death Ivory na een jaar van opnamen in Berlijn en Sydney. Deze cd bevatte meer elementen uit de Metal en Techno dan de vorige cd Krankhaus. Bij het verschijnen van de tweede remix cd riep Angelspit een remixwedstrijd uit, zowel op muzikaal als op grafisch gebied. Daaruit ontstond een onofficieel remixalbum dat Angelspit gratis downloadbaar maakte. Op de officiële remix-cd staan remixes van KMFDM, Ayria en andere bands. Bij deze cd zaten ook vier posters, die een grafische remix van Blood Death Ivory bevatte. Deze cd was weer alleen via internet bestelbaar. 
Nog in hetzelfde jaar werd het derde officiële studioalbum Hideous and Perfect uitgegeven. Het album verscheen op 9 september 2009 als tweede cd van Angelspits eigen label Black Pill Red Pill. Daarvoor was Black Kingdom Red Kingdom al op dit label uitgegeven. Het label werd opgericht om meer creatieve vrijheid te hebben. Met Hideous and Perfect verscheen ook de tweede videoclip, Fuck the Revolution. De video werd door klasgenoten van DestroyX geproduceerd. In het kielzog van de video-opnamen kwam ook het artwork van de band naar voren, die voornamelijk gekenmerkt wordt door de extravagante make-up van DestroyX. Het album werd in drie verschillende versies gemaakt, een voor Australië en Europa, een voor Amerika en een voor Japan. De Duitse versie verscheen met een poster als inleg met daarop Artwork en teksten op de achterkant. Na de presentatie ging Angelspit met KMFDM op tour door Amerika en Australië. Op 10 oktober 2010 werd de tweede remixalbum uitgebracht, genaamd Larva Pupa Tank Coffin. Op dit album stonden er naast de remixes vier nieuwe tracks. Ook verscheen er een videoclip voor "Sleep now". Op 8 maart 2011 verscheen er een derde remixalbum, genaamd Carbon Beauty, waar drie nieuwe nummers op staan. In april werd de videoclip voor het nummer "Toxic Girl" uitgebracht, en in juli kwam de clip uit voor het nummer "Like it? Lick it!". Op 11 oktober 2011 komt het album Hello my name is uit. De videoclip voor "Violence" werd uitgebracht op 3 september 2012.
Eind 2012 toerde Angelspit in de Verenigde Staten.

## Bandleden
- DestroyX - Zang, Synthesizer, Artwork
- Zoog - Zang, Synthesizer, Produktion

## Discografie
- Nurse Grenade (EP / Remix) (2004)
- Krankhaus (2006)
- Krankhaus: Surgically Atoned (2007, gelimiteerde Remix CD)
- Blood Death Ivory (2008)
- Blood Death Ivory: Remix Competition (2009, inofficiële Remix CD met 15 door Angelspit gekozen Remixen)
- Black Kingdom Red Kingdom (2009, gelimiteerde Remix CD met posters)
- Hideous and Perfect (2009)
- Larva Pupa Tank Coffin (Remix Album) (2010)
- Carbon Beauty (Remix Album) (2011)
- Hello my name is (2011)